# 보행기

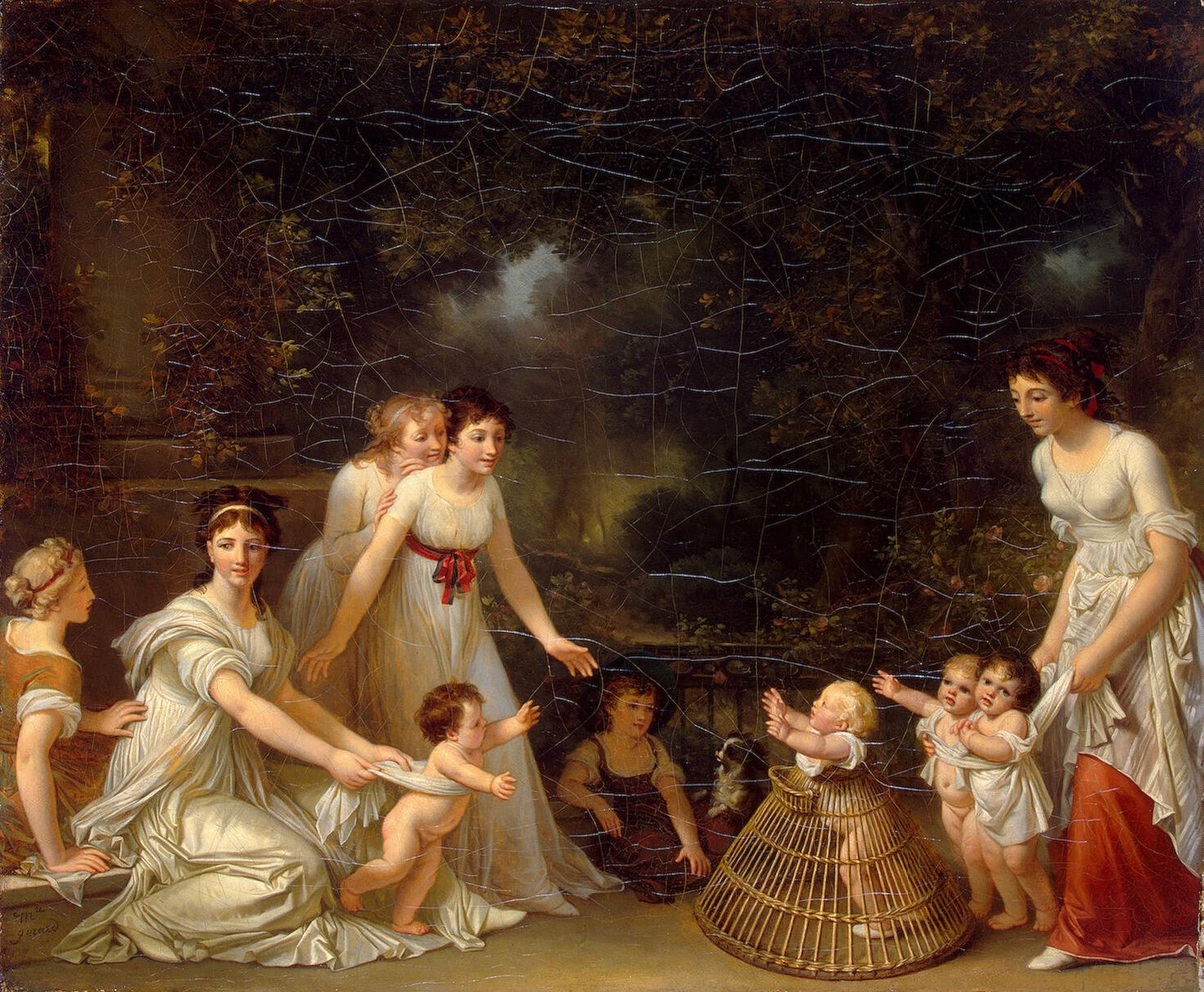

보행기(步行器, 영어: baby walker)는 유아의 보행 연습용 기구이다. 주로 걷기 훈련이나 도보를 이동하는 데 지탱할 수 있도록 도움을 주는 바퀴 달린 기구이다.

## 같이 보기
- 유모차